# Anatoli Kudriavitski

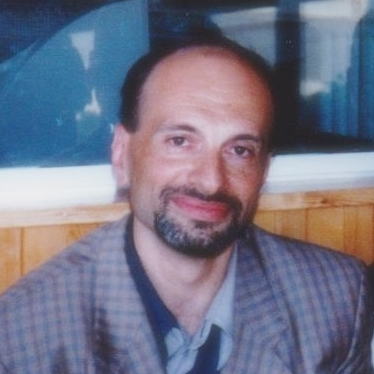
Anatoli Kudriavitski

Anatoli Isaevich Kudriavitski (en ruso: Анатолий Исаевич Кудрявицкий, en inglés: Anatoly Kudryavitsky), (17 de agosto de 1954 - ) es un escritor ruso - irlandés. Su padre era polaco, su madre se originó en Irlanda.
Después de estudiar medicina а la Universidad de Moscú, fue crítico musical en la década de 1970 antes de convertirse en un escritor en residencia au Literatura Museo Estatal de Moscú, y editor de la revista literaria, Strelets. 
Su primer relato fue publicado en 1989, en los siguientes tres años sus relatos cortos aparecieron en varias revistas y compilaciones. En 1999 tuvo una breve estadía en Fráncfort del Meno y finalmente se asentó en Dublín  donde fue profesor de "escritura creativa" a los irlandeses de Escritores Centro.
Poeta, novelista y traductor, se escribe con la felicidad de igualdad en Inglés y en ruso y traducido de un idioma y otro. Ediciones Dedalus (Irlanda) se publicará bajo su dirección y en su traducción de una antología de poetas contemporáneos rusos, А Noche en el Hotel Nabokov. А su obra fue traducida a nueve idiomas. Hay también un poeta de haiku y traductor de Inglés y de la literatura norteamericana.

### En Ruso

#### Novelas
- Истории из жизни сыщика Мыллса (El caso-Libro de Inspector Mylls) (Moscú, Zakharov editorial, 2008) ISBN 978-5-8159-0875-8
- Летучий Голландец (El holandés errante) (Moscú, Libros Text, 2013) ISBN 978-5-7516-1178-1
- Игра теней в бессолнечный день (Sombra juego en un día sin sol). (Moscú, Text editorial, 2014) ISBN 978-5-7516-1232-0
- Парад зеркал и отражений (Desfile de espejos y reflejos, Moscú, Text editorial, 2017)

#### Cuentos
- Поездка в Где-Нас-Нет (Un viaje a un área inexplorada) (Elephant editorial, New Jersey, EE.UU., 2011 ISBN 978-1-257-68299-7

#### Poesía
- Осенний корабль (La nave de otoño) (UDN editorial, Moscú, 1991)
- Запечатанные послания (Sellado mensajes de hasta) (San Valentín editorial, Moscú, 1992)
- Звезды и звуки (Los sonidos y las Estrellas) (Lenore editorial, Moscú, 1993);
- В белом огне ожиданья (En la Llama Blanca de espera) (SOV-VIP editorial, Moscú - Oslo, 1994)
- Поле вечных историй (El Campo de Historias Eterno) (Third Wave editorial, Moscú, / Jersey City, NJ, 1996)
- Граффити (Graffiti) (Third Wave editorial, Moscú, 1998)
- Книга для посетилелей (Libro de Visitas) (Third Wave editorial, 2001)
- Голоса Хроноса (Voices of Chronos. Selected Poems 1990 – 2011) Lynx Press, Dublín, 2011. ISBN 978-1-4478-6279-6
- Viento de estrellas verdes (Poemas nuevos y seleccionados.) DOOS editorial, Moscú, 2015. ISBN 978-5-9906507-5-6
- Книга гиммиков, или Двухголовый человек и бумажная жизнь (The Book of Gimmicks, or The Two-Headed Man and the Paper Life. Selected Prose poems.) Evgeny Stepanov editorial, Moscú, 2017. ISBN 978-5-91865-463-7

### En Inglés

#### Poesía
- Shadow of Time (Sombra del tiempo) (Goldsmith editorial, Newbridge, Irlanda, 2005) ISBN 1-870-49113-0
- A Night in the Nabokov Hotel (Una noche en el Hotel Nabokov). 20 Contemporáneo Poetas de Rusia Editado por Anatoly Kudryavitsky. Dublín, Dedalus editorial, 2006
- Morning at Mount Ring (Por la mañana en el Monte del anillo) (Doghouse editorials, Irlanda, Tralee, 2007) ISBN 978-0-9552003-5-9
- Capering Moons (Cabriolas Lunas) (Doghouse Books, Irlanda, Tralee, 2011) ISBN 978-0-9565280-2-5
- Horizon (Horizonte) (Red Moon editorial, Estados Unidos, 2016) ISBN 978-1-9368486-6-9
- Stowaway (El polizón) (SurVision editorial, Dublín, Irlanda, 2018) ISBN 978-1-9995903-4-5
- The Two-Headed Man and the Paper Life (El hombre de dos cabezas y la vida del papel) (Mad-Hat Press, Cheshire, Massachusetts, Estados Unidos, 2019). ISBN 978-1-941196-87-8